# Féodalisme indien
 (mars 2025).
Si vous disposez d'ouvrages ou d'articles de référence ou si vous connaissez des sites web de qualité traitant du thème abordé ici, merci de compléter l'article en donnant les références utiles à sa vérifiabilité et en les liant à la section « Notes et références ».
 (mars 2025).
 (mars 2025).
Le féodalisme indien fait référence à la société féodale qui constituait la structure sociale de l'Inde jusqu'à la formation de la République de l'Inde au XXe siècle.

## Terminologie
L'utilisation du terme féodalisme pour décrire l'Inde applique un concept d'origine européenne médiévale, selon lequel la noblesse terrienne détenait des terres de la Couronne en échange de services militaires, et les vassaux étaient à leur tour locataires des nobles, tandis que les paysans (ou serfs) étaient obligés de vivre sur les terres de leur seigneur et de lui donner hommage, travail et une part des produits, théoriquement en échange d'une protection militaire. Le terme féodalisme indien est utilisé pour décrire les taluqdars, les zamindars et les jagirdars. La plupart de ces systèmes ont été abolis après l' indépendance de l'Inde et du reste du sous-continent. DD Kosambi et RS Sharma, avec Daniel Thorner, ont introduit pour la première fois les paysans dans l'étude de l'histoire indienne.

## Dans la littérature
- Le féodalisme indien par Ram Sharan Sharma